# Pyrus tadshikistanica
Pyrus tadshikistanica är en rosväxtart som beskrevs av V. Zapr.. Pyrus tadshikistanica ingår i släktet päronsläktet, och familjen rosväxter. Inga underarter finns listade i Catalogue of Life.